# Heidi principessa/I fratelli cigni
Heidi principessa/I fratelli cigni è un singolo di Francesca Guadagno, pubblicato nel 1978 dalla Carosello.

## Descrizione
Heidi principessa è un brano musicale scritto da Enrico Bomba su musica originale di Akihiro Komori, utilizzato come colonna sonora italiana del lungometraggio di animazione Heidi diventa principessa. Il brano vede la partecipazione di Ada Mori e del coro i nostri figli di Nora Orlandi in cui era presente una giovanissima Georgia Lepore.
I fratelli cigni era il brano di chiusura del lungometraggio, scritto ed interpretato dagli stessi autori.
Il titolo italiano del film fu una mossa pubblicitaria basata sulla vaga somiglianza (nella prima parte del film) tra la protagonista e Heidi, omonima serie televisiva che aveva riscosso un enorme successo in quegli anni (non a caso entrambe hanno la stessa doppiatrice). In realtà Heidi non ha assolutamente nulla a che vedere con questo film dal momento che il nome della protagonista nella versione originale è Elisa.

## Tracce
Testi di Enrico Bomba, musiche di Akihiro Komori; edizioni musicali Curci.
1. Heidi principessa
2. I fratelli cigni